# Аркадьев, Михаил Александрович
Арка́дьев Михаи́л Алекса́ндрович (15 марта 1958, Ленинград, РСФСР, СССР) — советский и российский дирижёр, пианист, композитор, теоретик музыки, философ. Доктор искусствоведения (2003). Заслуженный артист России (1995).

## Биография
Родился в семье с древними музыкальными и художественными корнями (дед со стороны отца — создатель и главный художник Санкт-Петербургского (Ленинградского) Ботанического музея, прадед со стороны матери был кантором Московской синагоги, дед — скрипачом в оркестре Большого театра, родители знали и любили музыку). Начал играть и импровизировать на рояле самостоятельно в 13 лет, затем брал уроки у известного педагога А. Д. Артоболевской. В 1974—1978 годах учился в Академическом муз. училище при Московской консерватории по классу фортепиано у Я. И. Мильштейна, затем А. И. Соболева, а также у Ю. Н. Холопова (теория музыки). В 1978—1983 — в Российской Академии музыки им. Гнесиных (тогда ГМПИ) у А. А. Александрова, у него же в 1988 окончил аспирантуру. Занимался композицией с А. Г. Шнитке и Р. С. Леденевым, дирижированием — с Вольдемаром Нельсоном http://belcanto.ru/nelsson.html https://web.archive.org/web/20111012023545/http://wagneropera.net/RW-Performers/Woldemar-Nelsson.htm, Ю. Симоновым и М. Эрмлером. На Аркадьева как музыковеда оказали влияние работы М. Г. Харлапа, И.Браудо, Э.Курта, и Л. А. Мазеля.
В 1988—1998 Аркадьев работал в тесном сотрудничестве с Г. В. Свиридовым. Принимал непосредственное участие в замысле, создании, комментировании и был первым исполнителем (совместно с Дм. Хворостовским) его последнего крупного вокального сочинения — поэмы «Петербург» для голоса и фортепиано на сл. А. Блока.
В 1989 состоялись первые сольные концерты Михаила Аркадьева за рубежом, он стал постоянным участником и муз. директором фестиваля фортепианной и камерной музыки «Русские вечера» в г. Морзум (Германия). Как пианист А. выступал со многими дирижёрами: Вл. Федосеевым, Ю. Симоновым, Вл. Понькиным, С. Скрипкой (Россия), Р. Кофманом (Украина) и др.
В 1990—2003 гг. Аркадьев работал как пианист с Народным артистом России Дмитрием Хворостовским на всех основных сценах мира (с ним записаны 3 компакт-диска: на фирме «Филипс», 1994, 1997, на фирме «Делос», 2003). Аркадьев совместно с Хворостовским является автором новой исполнительской редакции поэмы Свиридова «Отчалившая Русь» (на сл. С. Есенина) (изд. «Музыка», 1996).
Его сочинения исполняются на российских и зарубежных сценах. В числе исполнителей — А.Рудин, В. Симон, А. Сафиулин, Т.Куинджи. В 1995 в Лионе (Франция) состоялась мировая премьера сочинения Аркадьева «Missa brevis» для смешанного хора, детского хора и органа (на лат. тексты) и запись его на фирме «REM»(Франция, 1995).
С 1998 года Аркадьев является приглашенным дирижёром в различных симфонических оркестрах и оперных театрах России и за рубежом. В 2002—2004 гг. Аркадьев — главный дирижёр и муз. руководитель Государственного театра «Волгоградская оперная антреприза» (ныне «Царицынская опера»). С 2007 по 2011 г. — художественный руководитель и главный дирижёр Тихоокеанского симфонического оркестра (Влади
В 2012-2018 гг. — профессор-куратор кафедры фортепиано Музыкального колледжа Hunan Institute of Science and Technology (China) http://en.hnist.cn/
В 2018-2021 гг. — художественный руководитель и главный дирижёр Камерного оркестра Смоленской филармонии http://www.smolensk-filarmonia.ru/восток).
Аркадьев ведет большую педагогическую (с 1992 по 1999 — зав. кафедрой фортепиано Академии Хорового искусства, с 1999 — доцент кафедры специального фортепиано РАМ им. Гнесиных) и научную работу.
Как музыкальный теоретик разработал концепцию «незвучащей» «неакустической» основы как базового элемента ритмической системы новоевропейской музыки. Ввел термины «время-энергия», «хроноартикуляционный процесс», «гравитационная ритмика», «осевая пульсация», «парадоксальная лига» и др. Его новаторские (по оценке Л. А. Мазеля) идеи продолжают и развивают стадиальную теорию ритма М. Г. Харлапа.
Известен не только как музыкант, но и как философ, автор оригинальной философско-антропологической концепции «лингвистической катастрофы». http://www.limbakh.ru/index.php?id=2298

## Гражданская позиция
28 июня 2011 г. выступил с открытым письмом против присоединения Союза композиторов РФ единым списком к Общероссийскому народному фронту и, соответственно, включения себя в состав этого Фронта без своего согласия.
Скандал, вызванный заявлением Аркадьева, повлек за собой реакцию Путина.  Премьер заявил, что он против вступления в «Народный фронт» по разнарядке, и также высказался против того, чтобы численность ОНФ «искусственно накручивалась». «Это может лишь дискредитировать саму идею», — констатировал Путин.
31 июля Аркадьев принял участие в акции «Стратегия-31» На Триумфальной площади в Москве, , а также дал несколько интервью в московских СМИ 

## Творчество

### Музыкальные сочинения
Для фортепиано:
- «Sonata brevis»(1975) ;
- «Eine kleine Zaubermusik» (1975—1989) ;
- Четыре Элегии (1976) ;

Камерные:
- «Элегия и гимн» для виолончели, ф-но и трубы за сценой(1979) ;
- «Пассакалия» для скрипки соло(1976);
- «Маленький эпитафический концерт» для стр.квартета, ф-но и голоса, на латинские тексты (1975);
- «Пассакалии» для органа, скрипки и виолончели, посв. А. Шнитке и М. Лубоцкому (2017);
- Элегическое трио для скрипки, виолончели и фортепиано, посв. Марку и Ольге Лубоцким (2017).

Вокальные:
- «Три миниатюры» на слова древних японских и корейских поэтов для скрипки, ф-но, челесты, литавр, и голоса(1975);
- «Три стихотворения на сл. Р. М. Рильке» для голоса и ф-но(1978);
- «Три стихотворения на сл. И. Бунина» для голоса и ф-но, хор.

Хоровые:
- «Четыре мадригала» на сонет П. Верлена для камерного хора;
- «Missa brevis» для смешанного хора, детского хора и органа (на лат. тексты) .

###### Для оркестра
- Concerto grosso «Руины барокко» для скрипки, органа, и стр. оркестра ;
- Pacific Suite для большого симфонического оркестра
- Элегическое трио («Рильке») для фортепиано, скрипки и виолончели (2018)
- «Сарабанды» для гобоя, скрипки, виолончели, литавр, органа и струнного оркестра (2018).
- «Кёнигсбергский триптих» для гобоя, скрипки, виолончели, литавр, органа и струнного оркестра (2020)
- Концерт “Flame” для фортепиано и камерного оркестра (2021)

### Литературные
- Временные структуры новоевропейской музыки. Опыт феноменологического исследования М. 1993 [3];
- Хроноартикуляционные структуры в клавирном творчестве И. С. Баха // Музыкальная академия. — 2000. — № 2;
- Фундаментальные проблемы теории ритма и динамика «незвучащих» структур в музыке Веберна. Веберн и Гуссерль // Музыкальная академия. — 2001. — № 1, 2;
- И. С. Бах Гольдберг-вариации. Синтетический уртекст. Концепция и комментарии М. Аркадьева. Москва, 2002;
- Лирическая вселенная Г. Свиридова // Русская музыка и XX век. Москва, 1997;
- Диалоги о постсовременности (беседа с Т. Чередниченко) // Музыкальная академия. — 1998. — № 1;
- К музыке Георгия Свиридова. Композитор и трансценденция // Музыкальная академия. 1996. № 1;
- Размышления о молодом композиторе // Советская музыка. 1989. № 12;
- Конфликт ноосферы и жизни (эскизное введение в «фундаментальную структурно-историческую антропологию») // Ноосфера и художественное творчество. — Сб. ст. М., «Наука», 1991.;
- Трагедия Ницше и музыкальный идол. Комментарий к музыке и проблеме // «Пушкин» № 3-4 2010. ;
- Фундаментальные проблемы музыкального ритма и «незвучащее». Время, метр, нотный текст, артикуляция. Lap Lambert Academic Publishing. 2012. Монография.- 408 с. ;
- Ритмология культуры: очерки / под ред. Ю. Ю. Ветютнева, А. И. Макарова, Д. Р. Яворского. — СПб.: Алетейя, 2012. — 280 с. Главы: 8. РИТМ И ВРЕМЯ. Стр. 129—142. РИТМ В МУЗЫКЕ. Стр. 177—201.;
- Лингвистическая катастрофа. Издательство Ивана Лимбаха, 2013. — 504 с.

## Звания
- Заслуженный артист Российской Федерации (1995)
- Кандидат искусствоведения (1993)
- Доктор искусствоведения (2003)

### Статьи и научные труды Михаила Аркадьева
- Официальный сайт Михаила Аркадьева http://arkadev.com/
- Лингвистическая катастрофа http://www.limbakh.ru/index.php?id=2298
- Трагедия Ницше и музыкальный идол. Комментарий к музыке и проблеме
- Антон Веберн и трансцендентальная феноменология
- Хроноартикуляционные структуры новоевропейской музыки и фундаментальные проблемы ритма. Диссертация. 2002
- Временные структуры новоевропейской музыки. Диссертация. 1993
- Михаил Аркадьев на сайте сетевого сообщества «Российская культурология»

Фундаментальные проблемы музыкального ритма и «незвучащее». Время, метр, нотный текст,
артикуляция. Lap Lambert Academic Publishing. 2012.-
408 с. http://www.lap-publishing.com/

### Интервью
- «Мы — крепостные, которыми пренебрегает барин». Московский комсомолец, 8.07.2011
- Михаил Аркадьев о Реквиеме и смерти https://www.youtube.com/watch?v=nctumI_eEvc
- Артем Варгафтик Михаил Аркадьев Руины барокко https://www.youtube.com/watch?v=mGdfdQOEjU0
- Дмитрий Быков Михаил Аркадьев 2011 https://www.youtube.com/watch?v=APtgwTCX6fk
- Михаил Аркадьев: «Как возможны любовь и самоотверженность рядом с унижением и безжалостностью?» http://write-read.ru/interviews/331

### Видео
- Видеозаписи работ Михаила Аркадьева
- Программа «Ремесло Экстаза» 1
- «Ремесло Экстаза» 2
- «Ремесло Экстаза» 3
- Универсальные принципы пианизма https://www.youtube.com/watch?v=po8zmGzjl88
- Ф. Лист Соната си минор https://www.youtube.com/watch?v=iTV1R6KzUvA
- F. Liszt Dance of dead Mikhail Arkadev plays and conducts https://www.youtube.com/watch?v=3fi4hTE2Ycg
- R Wagner Die Meistersinger von Nuernberg Vorspiel Mikhail Arkadev conducts https://www.youtube.com/watch?v=hq-lzrSJcfE
- Mikhail Arkadev conducts Mozart Requiem Sept 2010 https://www.youtube.com/watch?v=2NMrTNeLIZI
- Мастерские Михаила Аркадьева http://classic-online.ru/ru/production/35112
- Mikhail Arkadev Chanel YouTube https://www.youtube.com/user/arkdv
- https://web.archive.org/web/20140312224703/http://www.otr-online.ru/programmi/programmparts_16012.html

### Материалы СМИ о Михаиле Аркадьеве
- Александр Брюханов. Тема судьбы Михаила Аркадьева. Золотой Рог № 28, 2010
- Михаил Коган. Музыка из тишины. Михаилу Аркадьеву — 50 лет. ЛЕХАИМ, март 2008 г.
- Tom Parfitt. Vladimir Putin 'supporters' angry at claims they are backing the Russian PM. Guardian, 30 June 2011
- Дирижер Михаил Аркадьев придал культурной жизни Владивостока новый облик. Общественное телевидение Приморья. 01.07.2011
- Григорий Ревзин. О неблагодарности. «Эхо Москвы», 11.07.2011
- Статья «Мятежный маэстро» в журнале The New Times
- Г. Гутнер Лингвистическая катастрофа: опасная погоня за ясностью и «новый стоицизм» http://www.russ.ru/pole/Lingvisticheskaya-katastrofa-opasnaya-pogonya-za-yasnost-yu-i-novyj-stoicizm